# Alexander Sergejewitsch Stroganow

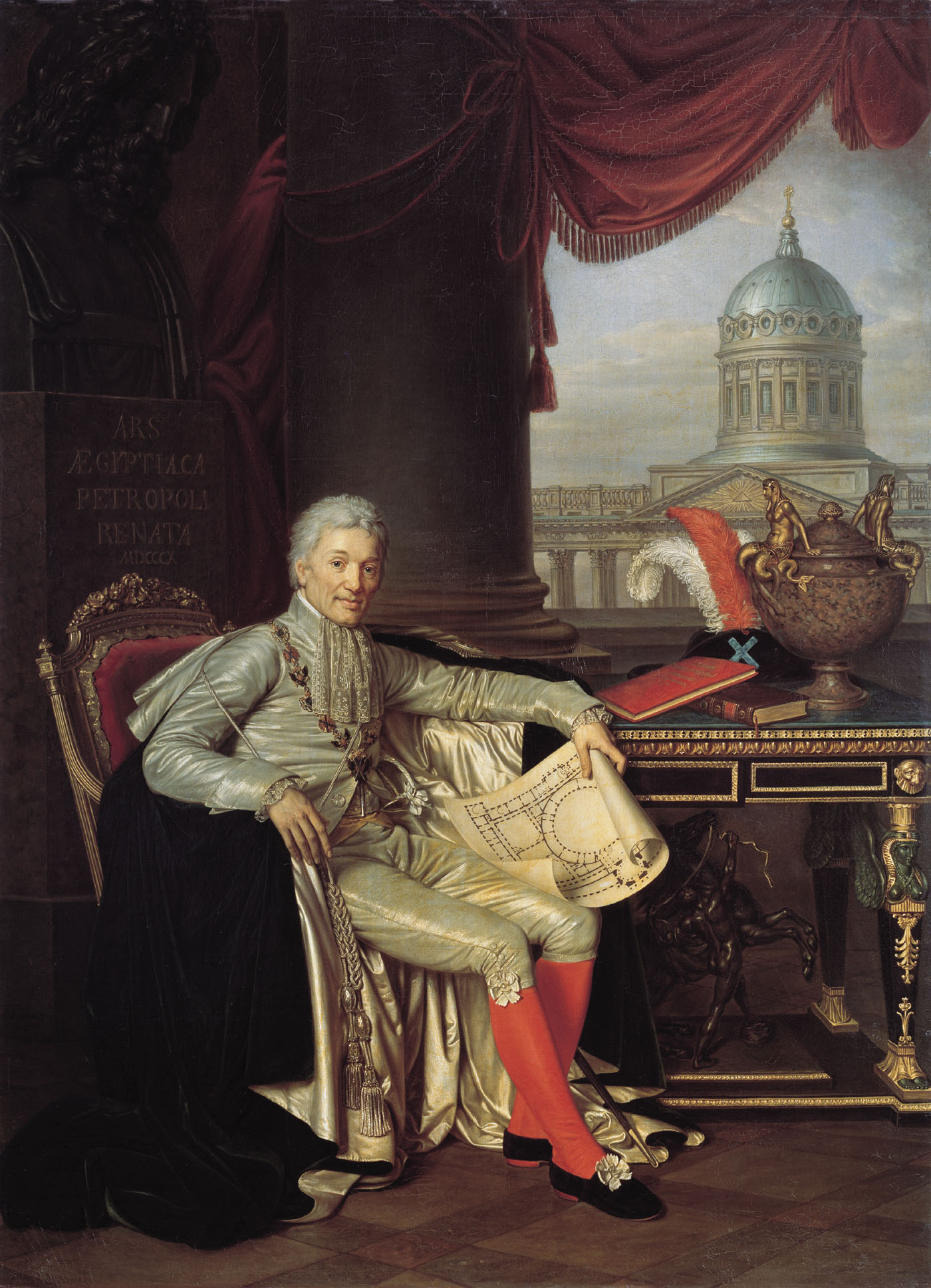
Alexander Sergejewitsch Stroganow mit dem Plan der Kasaner Kathedrale am Fenster mit dem Blick auf die Kasaner Kathedrale in St. Petersburg (A. G. Warnek, 1814)

Alexander Sergejewitsch Stroganow (russisch Александр Сергеевич Строганов; * 3. Januarjul. / 14. Januar 1733greg. in Moskau; † 27. Septemberjul. / 9. Oktober 1811greg. in St. Petersburg) war ein russischer Großgrundbesitzer, Kunstsammler und Politiker.

## Leben
Der Familie Stroganow entstammend, war er der einzige Sohn des Hüttenwerksbesitzers Baron Sergei Grigorjewitsch Stroganow und seiner Frau Sofja Kirillowna geborene Naryschkina (1708–1737), Tochter des Moskauer Gouverneurs Kirill Alexejewitsch Naryschkin. Stroganow erhielt eine gute häusliche Erziehung, die mit der Grand Tour abgeschlossen wurde. 1752–1757 hörte er Vorlesungen an den Universitäten Genf, Bologna und Paris. 1758 heiratete er Gräfin Anna Michailowna Woronzowa, einzige Tochter und Erbin des Kanzlers Michael Larionowitsch Woronzow. 1762 trennten sich die Ehepartner.
Stroganow diente als Diplomat beim Russischen Botschafter in Wien Hermann Carl von Keyserlingk Am 29. Maijul. / 9. Juni 1761greg. erhielt Stroganow von Kaiser Franz I. die Ernennung zum Kammerjunker und die erbliche Grafenwürde, deren Verwendung in Russland ihm am 16. Julijul. / 27. Juli 1761greg. genehmigt wurde. Nach dem Tode seiner Frau 1769 heiratete Stroganow 1771 Fürstin Jekaterina Petrowna Trubezkaja, Tochter des Senators Pjotr Nikititsch Trubezkoi. Sie bekam zwei Kinder Pawel und Sofija und verließ ihren Mann 1779 wegen des Generals und Favoriten Katharinas II. Iwan Nikolajewitsch Rimski-Korsakow.

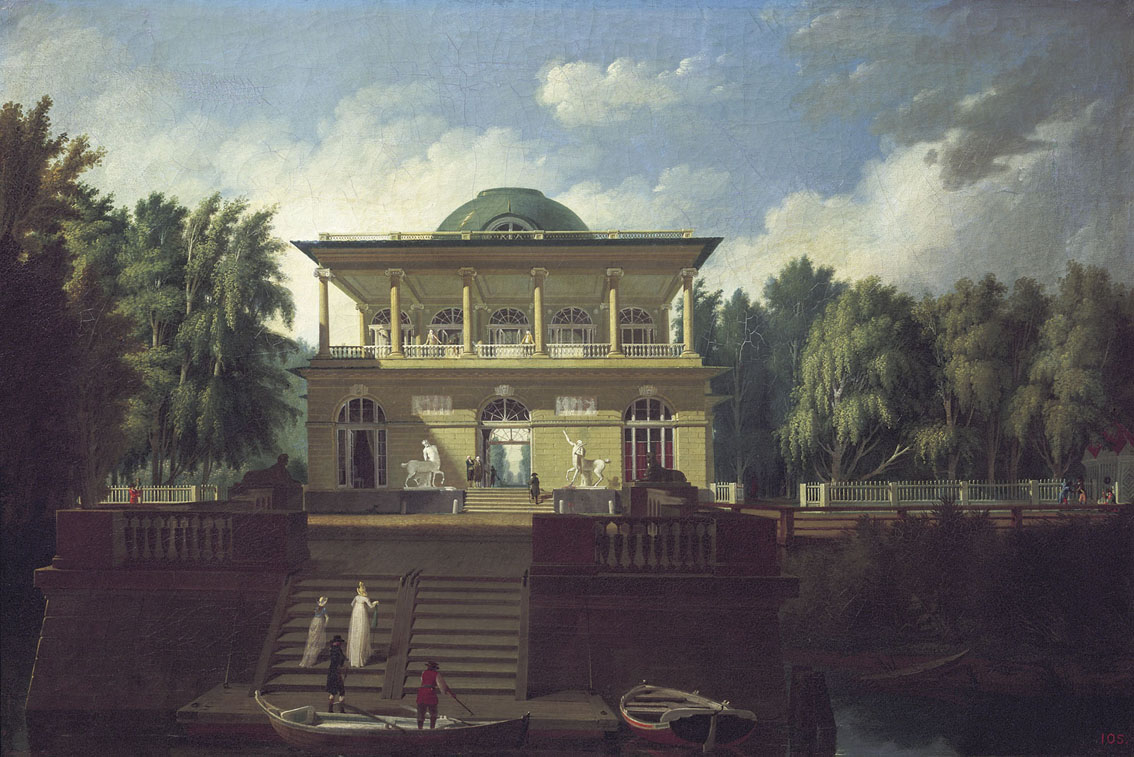
Stroganow-Datsche (A. N. Woronichin, 1797)

Stroganow war eine bedeutende Person der russischen Aufklärung. Er war Mitglied der Regierungskommission für die Erstellung einer neuen Ordnung und setzte sich für die Gründung von Schulen für die Bauern ein. 1771–1779 lebte er im Ausland. Er bekleidete höhere Ämter in Freimaurerlogen in Preußen und Frankreich. Er beteiligte sich an der Gründung des Grand Orient de France. Er war Mitglied der Loge Neuf Sœurs. 1776 wurde er Ehrenmitglied der Kaiserlichen Akademie der Wissenschaften und 1783 Vollmitglied. Aktiv beteiligte er sich an der Erstellung des Russischen Wörterbuchs der Akademie. Während seiner häufigen Reisen sammelte er Gemälde, Druckgraphik, Steine, Medaillen und mehr als 60.000 Münzen. Seine Gemäldegalerie galt als die erste in St. Petersburg nach der Kaiserlichen. Er interessierte sich für Chemie und machte Experimente, so dass er verdächtigt wurde, seine Frau und sogar Peter III. vergiftet zu haben.
Ab 1784 war Stroganow Adelsmarschall des Gouvernements St. Petersburg. Mit seinen Empfängen und seiner Gastfreundschaft war er sehr beliebt. Anlässlich des Besuchs des schwedischen Königs Gustav IV. Adolf 1796 in St. Petersburg veranstaltete Stroganow auf seinem Landsitz das erste Lebendschach in Russland. 1798 erhielt der Oberkammerherr, Senator und Wirkliche Geheime Rat (2. Rangklasse) Stroganow die russische Grafenwürde. Ab 1800 war Stroganow Präsident der Kaiserlichen Akademie der Künste und Direktor der Kaiserlichen Öffentlichen Bibliothek. Nach Gründung des Staatsrats 1810 war er dessen Mitglied.
Stroganow war Besitzer des Stroganow-Palais in St. Petersburg und ließ die Stroganow-Datsche im Park an der in die Newa mündenden Tschornana Retschka bauen. Er initiierte den Bau der Kasaner Kathedrale in St. Petersburg mit Beteiligung des Architekten der Familie Stroganow Andrei Nikiforowitsch Woronichin und wurde 1801 Vorsitzender des Kuratoriums für den Bau der Kathedrale.
Stroganow wurde auf dem Lazarus-Friedhof des Alexander-Newski-Klosters begraben.